# Liste der Bürgermeister von Straubenhardt
Diese Liste führt die Bürgermeister der Gemeinde Straubenhardt in Baden-Württemberg und der ehemals selbständigen Gemeinden auf, die im Rahmen der Gebietsreform in den Jahren 1973 bis 1975 zur neu gebildeten Gemeinde Straubenhardt vereinigt wurden. Dies sind Conweiler, Feldrennach mit Pfinzweiler, Langenalb, Ottenhausen und Schwann.

## Straubenhardt
Die Gemeinde Straubenhardt wurde am 1. Dezember 1973 durch freiwilligen Zusammenschluss der damals selbständigen Gemeinden Conweiler, Feldrennach mit Pfinzweiler und Schwann im Zuge der Gemeindereform in Baden-Württemberg neu gegründet.
Zum 1. Januar 1974 hat Ottenhausen seinen freiwilligen Beitritt erklärt und zum 1. Januar 1975 wurde Langenalb durch das Gemeindereformgesetz Baden-Württemberg in die neue Gemeinde Straubenhardt eingegliedert.
- 1973–1975: Walter Weissinger – als Amtsverweser und ab
- 1975–1991: Walter Weissinger (SPD)
- 1991–2013: Willi Rutschmann (CDU)
- seit 2013: Helge Viehweg

## Gemeinden bis 1973/1974/1975

### Conweiler
- 1527 bis 15??: Matthias Merckell
- 1557 bis 1???: Hans Mercklin
- 1751 bis 17??: Georg Schraf
- 1762 bis 17??: Andreas Rau
- 1774 bis 1???: Johannes Alber
- 1803 bis 1812: Johannes Rapp
- 1821 bis 1835: Michael Bürkle
- 1835 bis 1844: Johannes Rentschler
- 1844 bis 1863: Philipp Rapp
- 1868 bis 1877: Ludwig Fass
- 1877 bis 1913: Adam Gann
- 1914 bis 19??: Richard Kienzle
- 1922 bis 1949: Robert Langenstein
- 1949 bis 30. November 1973: Hans-Wilhelm Renger

### Feldrennach mit Pfinzweiler
- 1713 bis 17??: Michael Seuff
- 1740 bis 174?: Spiegel
- 1741 bis 17??: Bohlinger
- 1757 bis 1???: Jacob Merkle
- 1??? bis 1848: Großmann
- 1848 bis 1855: Bohlinger
- 1855 bis 1863: Bürkle
- 1864 bis 1887: Schönthaler
- 1??? bis 1924: Rapp
- 1924 bis 1935: Christian Schleeh
- 1936 bis 1945: Hermann Erlenmaier
- 1945 bis 1946: Max Litzius
- 1946 bis 1948: Robert Fauth
- 1948 bis 1955: Walther Rapp
- 1955 bis 30. November 1973: Walter Weissinger

### Langenalb
- 1695: Johannes Böhringer
- 1708: Hans Jörg Dietz
- 1713: Hans Horb
- 1738: Dahlinger
- 1755: Kraft
- 1841: Lehmann
- 1845: Christian Dehlinger
- 1850: Ruf
- 1856 bis 1868: Weidner
- 1869 bis 1889: Kurt May
- 1889 bis 1913: Johann Finter
- 1913 bis 1923: Dreßler
- 1923 bis 1933: Karl Ruf
- 1933 bis 1938: Bertsch
- 1938 bis 1945: Heinrich Finter
- 1945: Hugo Bäuerle
- 1945: Ross
- 1946 bis 1948: Hermann Herb
- 1948 bis 1954: Oskar Weber
- 1954 bis 31. Dezember 1974: Ernst Wenz

### Ottenhausen
- 1599 bis 1???: Michel Schofer
- 1829 bis 1833: Spiegel
- 1833: Großmann
- 1833 bis 1837: Lang
- 1837 bis 1848: Wolfinger
- 1848 bis 1880: Becker
- 1880 bis 1903: Kessler
- 19?? bis 1933: Keßler
- 1933 bis 1945: Gerhard Frey
- 1945 bis 1946: Eugen Bäzner
- 1946 bis 1947: Gustav Ochs
- 1948 bis 1967: Gustav Claus
- 1967 bis 31. Dezember 1973: Artur Störtzer

### Schwann
- 1715 bis 17??: Jacob Kirchherr
- 1777 bis 1???: Jacob Jäck
- 1??? bis 1815: Faas
- 1815 bis 1830: Ludwig Kern
- 1831 bis 1835: Seeger
- 1835 bis 1848: Kern
- 1848 bis 1863: Frank Bürkle
- 1864 bis 1877: Jacob Bürkle
- 1877 bis 1898: Michael Bohlinger
- 1899 bis 1929: Seufer
- 1930 bis 1933: Karl Weikert
- 1934 bis 1942: Adolf Kreeb
- 1945 bis 1955: Karl Wildenmann
- 1955 bis 30. November 1973: Eugen Baur